# Andrés Manuel Díaz
Andrés Manuel Díaz (ur. 12 lipca 1969 w A Coruña) – hiszpański lekkoatleta średniodystansowiec, medalista halowych mistrzostw świata i halowy rekordzista Europy.
Początkowo specjalizował się w biegu na 800 metrów. Odpadł w półfinale tej konkurencji na halowych mistrzostwach świata w 1995 w Barcelonie. Na mistrzostwach świata w 1995 w Göteborgu odpadł w przedbiegu na 800 metrów. Zdobył srebrny medal w tej konkurencji na letniej uniwersjadzie w 1995 w Fukuoce, przegrywając jedynie z Hezekiélem Sepengiem z RPA. Na halowych mistrzostwach Europy w 1996 w Sztokholmie Díaz został zdyskwalifikowany w biegu finałowym na 800 metrów (przybiegł na metę jako czwarty). Odpadł w eliminacjach na 800 metrów na igrzyskach olimpijskich w 1996 w Atlancie.
Od 1997 Díaz startował głównie w biegu na 1500 metrów. Na halowych mistrzostwach świata w 1997 w Paryżu zajął 5. miejsce na tym dystansie. Zajął 4. miejsce w finale tej konkurencji na halowych mistrzostwach Europy w 1998 w Walencji. Na mistrzostwach Europy w 1998 w Budapeszcie zajął 11. miejsce w finale biegu na 1500 metrów.
24 lutego 1999 na mitingu w Pireusie Andrés Díaz ustanowił halowy rekord Europy w biegu na 1500 metrów wynikiem 3:33,32, poprawiając poprzedni rekord Petera Elliotta o blisko sekundę. Rekord ten przetrwał do 9 lutego 2021. Na halowych mistrzostwach świata w 1999 w Maebashi Díaz zdobył brązowy medal w tej konkurencji. Był piąty w finale 1500 m na mistrzostwach świata w 1999 w Sewilli. Na igrzyskach olimpijskich w 2000 w Sydney zajął 7. miejsce na tym dystansie.
Zajął 2. miejsce w biegu na 3000 metrów w Superlidze Pucharu Europy w 2001 w Bremie. Na mistrzostwach świata w 2001 w Edmonton nie ukończył biegu eliminacyjnego na 1500 m. Zakończył karierę w 2002.
Andrés Manuel Díaz był mistrzem Hiszpanii w biegu na 1500 m w 1999, a także halowym mistrzem na 800 metrów w 1992 i 1997 oraz na 3000 metrów w 2000.
Rekordy życiowe Díaza:
| Konkurencja                | Data i miejsce              | Wynik   |
| -------------------------- | --------------------------- | ------- |
| bieg na 800 metrów         | 12 czerwca 1996, Madryt     | 1:45,89 |
| bieg na 800 metrów (hala)  | 14 marca 1995, Walencja     | 1:47,46 |
| bieg na 1000 metrów        | 30 kwietnia 1992, A Coruña  | 2:19,2  |
| bieg na 1500 metrów        | 18 kwietnia 2000, Monako    | 3:31,48 |
| bieg na 1500 metrów (hala) | 24 lutego 1999, Pireus      | 3:33,32 |
| bieg na milę               | 29 czerwca 2001, Rzym       | 3:48,38 |
| bieg na 2000 metrów        | 21 czerwca 2000, Rivas      | 5:05,66 |
| bieg na 2000 metrów (hala) | 14 lutego 1999, Birmingham  | 4:56,87 |
| bieg na 3000 metrów        | 24 czerwca 2001, Brema      | 7:52,59 |
| bieg na 3000 metrów (hala) | 24 stycznia 1999, Karlsruhe | 7:46,15 |